# 1852 ve fotografii
Tento článek obsahuje významné fotografické události v roce 1852.

## Narození v roce 1852
- 26. dubna – Antonio Esplugas, katalánský fotograf († 25. března 1929)
- 4. května – Alice Liddellová, anglická modelka a múza Lewise Carrolla a prototyp postavy Alenky z knihy Alenka v říši divů († 16. listopadu 1934)
- 18. května – Gertrude Käsebierová, americká fotografka († 13. října 1934)
- 25. května – Christian Hedemann, dánský inženýr a havajský fotograf († 18. května 1932)
- 3. června – George Valentine, skotský fotograf působící na Novém Zélandu († 26. února 1890)
- 5. července – Cèsar August Torras, španělský horolezec, fotograf a průkopník-propagátor turistiky († 22. června 1923)
- 18. srpna – Wilhelm von Plüschow, německý fotograf († 3. ledna 1930)
- 2. října – John Bernhard Rekstad, norský fotograf († 1. dubna 1934)
- 29. října – Elizabeth Flint Wade, americká spisovatelka a fotografka († 1915)
- ? – Rose Clarková, americká malířka a fotografka († 28. listopadu 1942)
- ? – Ilario Carposio, italský fotograf († 1921)
- ? – Julius Russ, český fotograf působící v Hradci Králové, pokračoval ve fotografické firmě svého otce Adolfa Russa (22. května 1852 – 26. září 1917)
- ? – Kristine Lundová dánská fotografka, provozovala ateliér v Hjørringu a pobočku v Lønstrupu, studia byla v provozu v letech 1882–1969 (14. června 1852 – 16. března 1948)